# Luiz Leal
Luiz Leal (17 de agosto de 1936 – 26 de outubro de 2017) foi um político brasileiro. Exerceu o mandato de deputado federal constituinte em 1988.

## Política
Em novembro de 1965, foi eleito vereador pelo Movimento Democrático Brasileiro (MDB), partido que opunha o Regime Militar. Elege-se como prefeito de Teófilo Otoni em 1972. Em 1978, é eleito como deputado federal, participando da Comissão do Interior e sendo suplente das comissões de Educação e Cultura e de Constituição e Justiça.
Em 1979, com a reorganização partidária causada pelo fim do bipartidarismo, ingressou no Partido do Movimento Democrático Brasileiro (PMDB), partido criado da extinção do MDB.
Foi membro da Comissão de Constituição e Justiça, suplente da Comissão de Transportes e tomou parte das comissões parlamentares de inquérito sobre o rio São Francisco e sobre a comercialização do café. Apresentou projeto de lei complementar anexando ao território mineiro parte do extremo-sul da Bahia, onde estão as cidades praianas de Alcobaça, Prado e Caravelas.
É reeleito em 1982, e vota a favor da emenda Dante de Oliveira, votando mais tarde em Tancredo Neves para presidente, após a emenda não ter sido aprovada, sendo este vitorioso.
Em 25 de abril de 1984, votou a favor da emenda Dante de Oliveira, que propunha o restabelecimento de eleições diretas para presidente da República. A emenda não atingiu o número suficiente de votos para ser aprovada pelo Senado, convocando-se, em 15 de janeiro de 1985, o Colégio Eleitoral para escolher o sucessor do então presidente João Figueiredo. Votou em Tancredo Neves, candidato da frente oposicionista Aliança Democrática, coligação do PMDB com a dissidência do Partido Democrático Social (PDS) reunida na Frente Liberal, que derrotou Paulo Maluf. Acometido por grave enfermidade, que o vitimou em 21 de abril de 1985, Tancredo não chegou a tomar posse. Substituiu-o o vice José Sarney, que já vinha exercendo o cargo interinamente.
No pleito de 1986, vence as eleições como deputado federal constituinte. Adquire licença para ocupar a Secretaria de Educação no governo Newton Cardoso (1987-1991) em março de 1987, com Israel Pinheiro Filho o substituindo. No entanto, reassume sua posição em novembro do mesmo ano para assegurar o voto a favor do presidencialismo, uma vez que Pinheiro Filho era favorável ao parlamentarismo. Essa ação dele e de outros secretários que também voltaram a seus postos foi interpretada como um método para garantir a vitória do presidencialismo e dos 5 anos de mandato para José Sarney.
Em maio de 1988, é substituído mais uma vez por Pinheiro Filho ao se afastar novamente, desta vez para assumir a Secretaria de Justiça de Minas Gerais. Atua como secretário até 1989, quando retorna ao mandato federal.
Após o fim de seu mandato, afasta-se da vida política e torna-se presidente da Associação Mineira de Televisões Educativas e Culturais (Amitec), ocupando também o mesmo cargo da Rádio e TV Imigrantes de Teófilo Otoni, em 2009.

## Vida pessoal
Seus pais eram João Soares Leal Sobrinho e Laura Elisa Sedlmayer Leal. Estudou no Colégio Estadual de Teófilo Otoni, e mais tarde no Colégio Anchieta de Belo Horizonte. Formado professor pela Secretaria de Educação em 1957, com bacharelado em 1962 em ciências jurídicas e sociais pela Faculdade de Direito de Vitória. No mesmo ano, foi professor da faculdade.
Durante sua vida, casou-se uma vez e teve seis filhos e seis netos.

## Falecimento
Luiz Leal faleceu no dia 26 de Outubro de 2017, aos 81 anos de idade.